# Шале (Вале)
Шале (фр. Chalais) — громада  в Швейцарії в кантоні Вале, округ Сьєр.

## Географія
Громада розташована на відстані близько 80 км на південь від Берна, 12 км на схід від Сьйона.
Шале має площу 24,3 км², з яких на 8,5% дозволяється будівництво (житлове та будівництво доріг), 19% використовуються в сільськогосподарських цілях, 67,7% зайнято лісами, 4,8% не є продуктивними (річки, льодовики або гори).

## Демографія
2019 року в громаді мешкало 3542 особи (+13,7% порівняно з 2010 роком), іноземців було 18,5%. Густота населення становила 146 осіб/км².
За віковим діапазоном населення розподілялося таким чином: 20,1% — особи молодші 20 років, 59,6% — особи у віці 20—64 років, 20,4% — особи у віці 65 років та старші. Було 1556 помешкань (у середньому 2,3 особи в помешканні).
Із загальної кількості 1000 працюючих 81 був зайнятий в первинному секторі, 295 — в обробній промисловості, 624 — в галузі послуг.